# Der Eugen
Der Eugen ist eine 100-teilige deutsche Fernsehserie. Sie wurde vom Süddeutschen Rundfunk Stuttgart produziert. Die achtminütigen Episoden wurden ab 1986 im regionalen Vorabendprogramm der ARD zwischen den Werbeblöcken ausgestrahlt.
Die Serie erzählt turbulente Geschichten um das fiktive schwäbische Weingut Eisele. Die Drehbücher stammen aus der Feder verschiedener Autoren (u. a. Peter Grohmann, Marielis Brommund), die mit Felix Huby zusammenarbeiteten. Regie führten Theo Mezger und andere. Die Hauptrolle des Eugen Eisele wurde verkörpert durch Walter Schultheiß. Weitere Hauptrollen spielten Ilse Künkele als seine Ehefrau Elsbeth, Trudel Wulle als seine Schwester Rosa, Alexander Gittinger als sein Neffe Karl, Thomas Reiner als Gottfried Hemmerle und Regina Faerber als Sybille Meier.
Gedreht wurde unter anderem in Fellbach-Schmiden („Weingut Eisele“ in der Salierstraße) und Stuttgart-Untertürkheim („Weinkeller des Weingutes“), später im Gasthof Adler in Oberdorf.
Die Folgen 1–60 wurden ab 2012 von der Schwabenlandfilm GmbH auf drei DVDs veröffentlicht. Am 25. Mai 2024 erschien eine DVD-Box mit allen 100 Folgen.